# Actinodaphne wightiana
Actinodaphne wightiana là loài thực vật có hoa trong họ Nguyệt quế. Loài này được (Kuntze) Noltie mô tả khoa học đầu tiên năm 2005.